# 御原村
御原村（みはらむら）は、福岡県三井郡にあった村。現在の小郡市の一部。

## 地理
筑後川支流、宝満川の中流域に位置していた。

## 歴史

### 沿革
- 1889年（明治22年）4月1日 - 町村制の施行により、御原郡下岩田村、稲吉村（大部分）、二森村、二タ村、古飯村、小板井村（一部、字井手ノ前）が合併して村制施行し、御原村が発足[1][2]。
- 1896年（明治29年）4月1日 - 郡の統合により三井郡に所属[1][3]。
- 1955年（昭和30年）3月31日 - 三井郡小郡町、三国村、立石村 、味坂村と合併し、小郡町が存続して廃止された[1][2]

### 地名の由来
- 当地が旧御原郷の中央に位置していることにちなむ[1]。